# Hamburger Wallanlagen

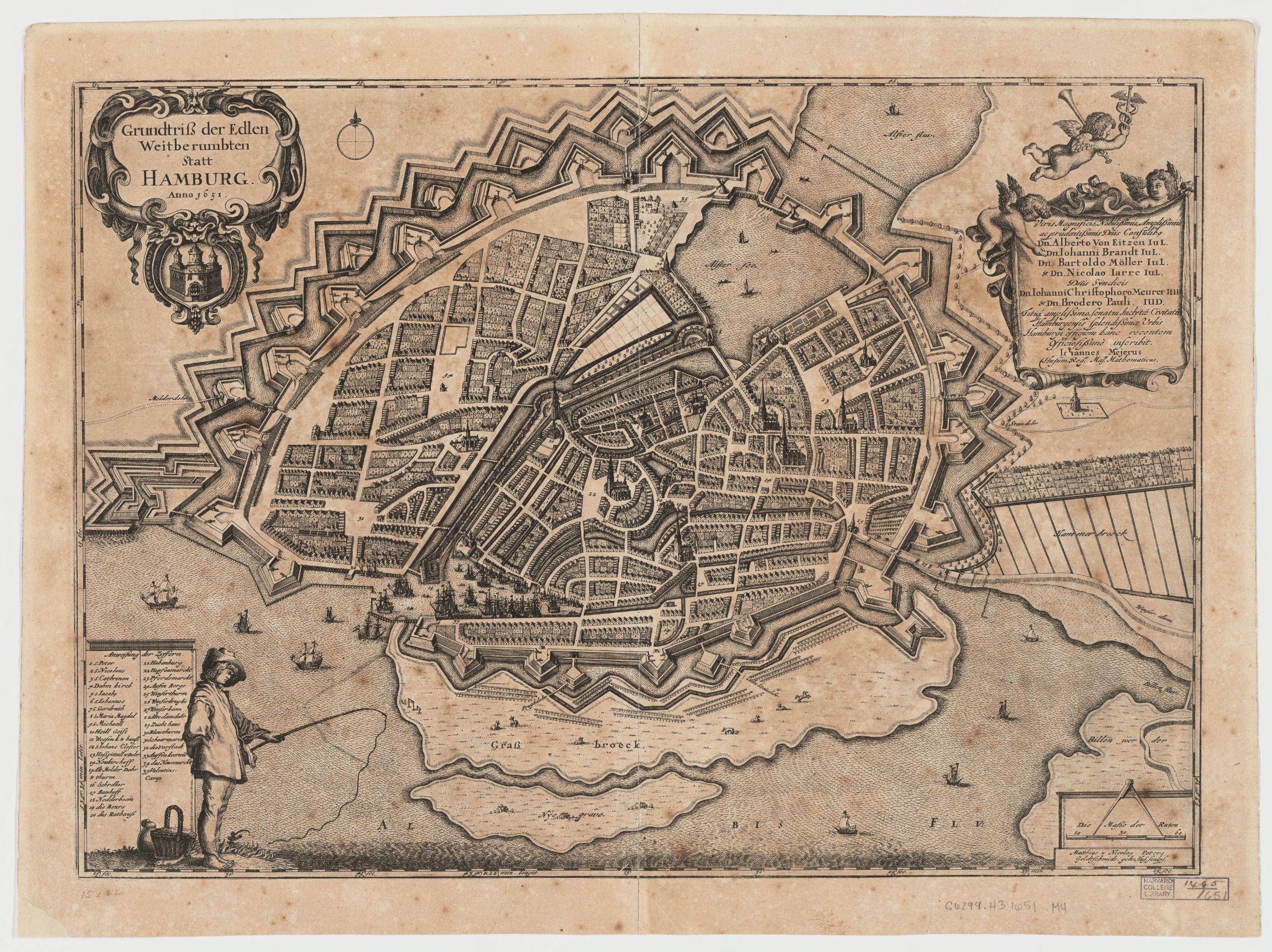
Stich von Johannes Mejer, der Hamburg und seine Befestigungsanlage im Jahr 1651 (noch ohne das „Neue Werk“ vor St. Georg) zeigt

Die Hamburger Wallanlagen waren Befestigungen, die von 1616 bis 1625 unter der Leitung von Johan van Valckenburgh um Hamburg errichtet wurden. Zwischen 1679 und 1682 kamen als Erweiterungen das sogenannte „Neue Werk“ zum Schutz der östlichen Vorstadt St. Georg sowie die im Nordwesten vorgelagerte Sternschanze hinzu. Nach dem Ende der französischen Besatzung 1814 wurden die Festungsbauten abgetragen und Wälle und Gräben in Grünanlagen umgewandelt. Während der östliche Teil später den Gleisanlagen des Hamburger Hauptbahnhofes weichen musste, ist der westliche Abschnitt zwischen Dammtor und Stintfang in Gestalt des Parks Planten un Blomen sowie des Alten Elbparks erhalten geblieben. Der einstige Wallring ist zudem noch gut an den ringförmig um die Innenstadt verlaufenden Straßenzügen (Ring 1) erkennbar.

## Vorgeschichte

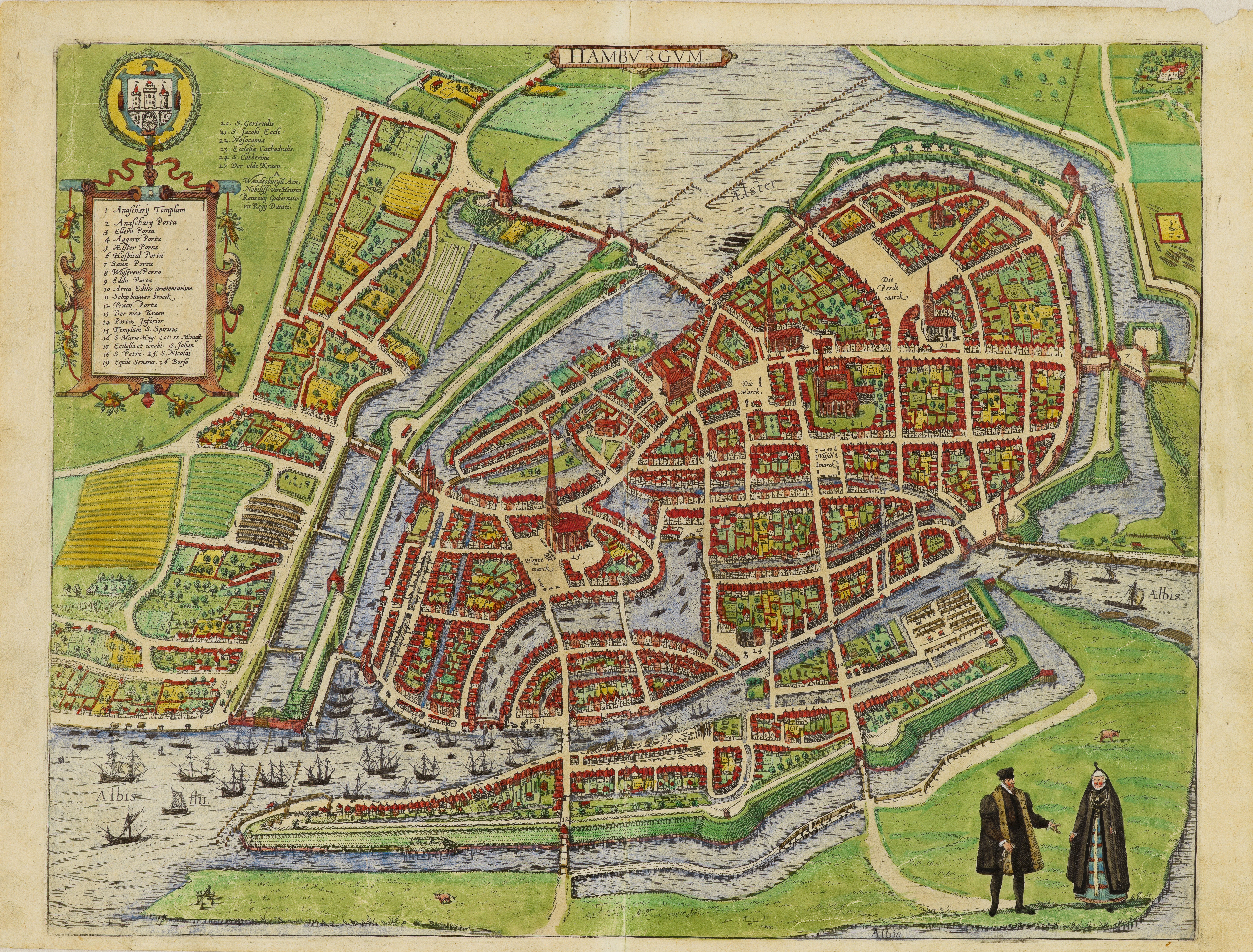
Hamburg um 1590, noch ohne die heutige Neustadt. Der damalige Neue Wall verläuft zwischen Alsterfleet und Bleichen- bzw. Herrengrabenfleet

Als älteste Stadtbefestigung Hamburgs gilt der im 11. Jahrhundert errichtete Heidenwall, der den auf einem Geestsporn gelegenen ältesten Siedlungskern um die Petrikirche und den früheren Dom nach Osten hin abschloss. Seit dem späten 13. Jahrhundert waren auch die Kirchspiele von St. Nikolai, St. Katharinen und St. Jacobi von einer gemeinsamen Stadtmauer umgeben, die in etwa das Gebiet des heutigen Stadtteils Hamburg-Altstadt umschloss und deren Verlauf im Süden und Osten noch an den Straßennamen Bei den Mühren, Lange Mühren und Kurze Mühren nachvollziehbar ist. Östlich der Stadt gab es seit dem 14. Jahrhundert eine vorgelagerte Landwehr, die das Vorfeld zwischen dem Hammer Baum (beim heutigen U-Bahnhof Burgstraße) und der Kuhmühle vor Eindringlingen schützen sollte.
Ab 1475 hatte man die Stadtmauer im Bereich der Alsterniederung durch einen ersten Wall ergänzt (Alter Wall). Mitte des 16. Jahrhunderts wurde die gesamte (Alt-)Stadt durch einen Neuen Wall umgeben, der bereits über mehrere Rondelle verfügte und erstmals auch den inzwischen bebauten Teil der südlich vorgelagerten Grasbrook-Insel einschloss. Im Osten folgte der neue Wall bereits in etwa dem Verlauf des späteren Steintor- und Klosterwalls. Im Westen der Stadt markiert die heutige Einkaufsstraße Neuer Wall bis heute den Verlauf dieses Walles, dessen südliche Fortsetzung damals Küterwall und Baumwall genannt wurden. Diese Befestigungsanlagen waren aber bereits zum Zeitpunkt ihrer Errichtung veraltet und beschränkten zudem das Wachstum der aufstrebenden Stadt.
Durch den Dauerkonflikt mit dem benachbarten Altona, das damals zum Königreich Dänemark gehörte, wurde eine massivere Befestigung notwendig. Als der dänische König Christian IV. im Jahr 1616 den Kriegshafen Glückstadt gründen ließ, beauftragten die Hamburger als Reaktion darauf den niederländischen Festungsbaumeister Johan van Valckenburgh, der damals auch für andere Hansestädte (Bremen, Emden, Lübeck, Rostock) tätig war, mit der Errichtung neuer Befestigungsanlagen.
Für den Bau der Wallanlagen musste zehn Jahre lang etwa ein Viertel der Hamburger Einnahmen aufgewendet werden. 1624 war die Anlage im Wesentlichen beendet. Befestigungen aus Mauerwerk hätten ein Vielfaches gekostet, zudem zahlte sich die Investition in die Wallanlagen für die Stadt schnell aus. Während des Dreißigjährigen Krieges gehörte Hamburg zu den wenigen deutschen Städten, die unversehrt blieben. Wegen ihrer massiven Befestigungsanlagen wurde in diesem Krieg kein einziger Angriff auf die Stadt unternommen, so dass sie als sicherer Ort galt.

## Aufbau

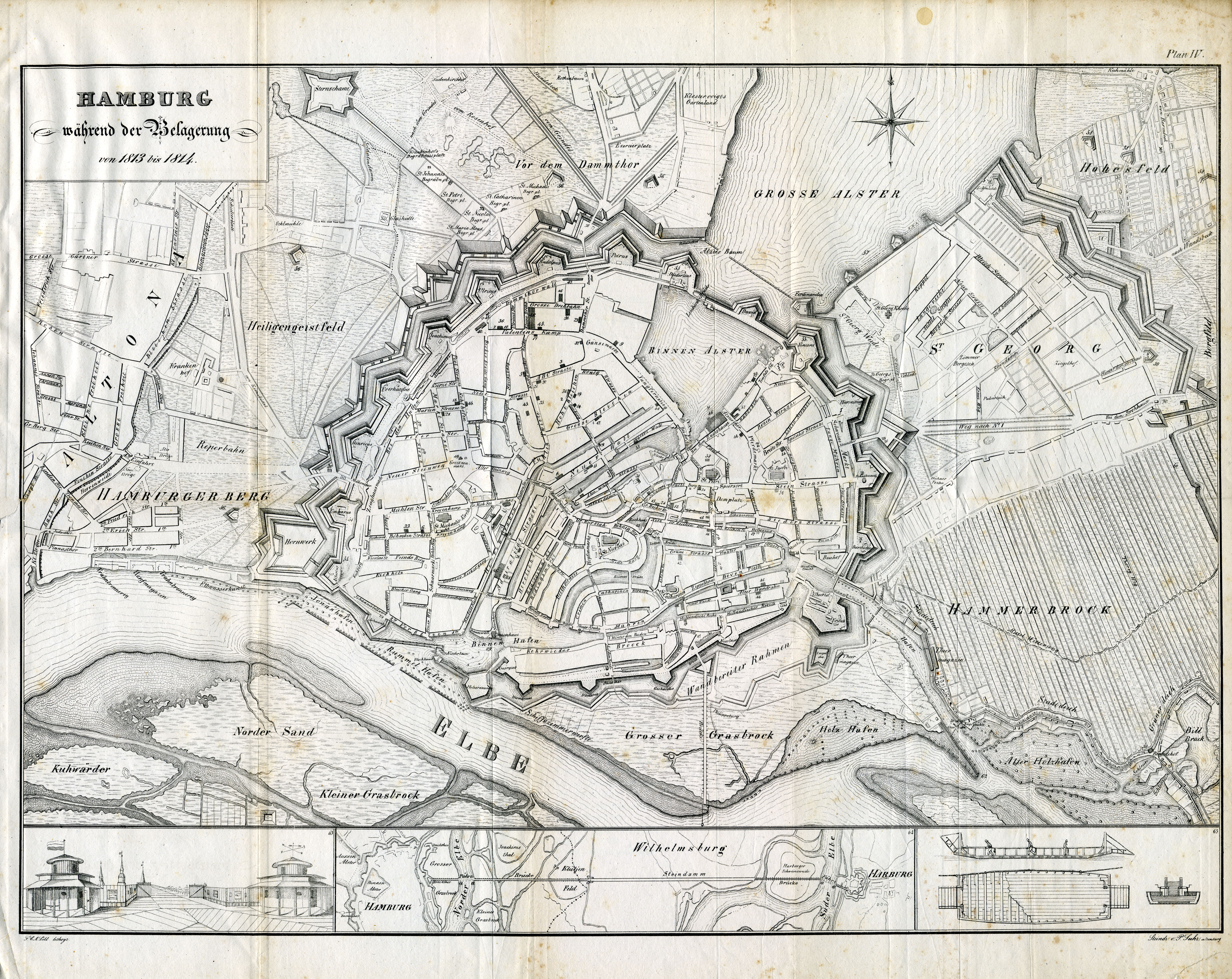
Die Hamburger Wallanlagen 1813 (mit Beschriftung der Bastionen und Tore)

Die neuen Festungsanlagen sollten nicht nur das bisherige Stadtgebiet umschließen, sondern durch Einbeziehung des westlich vorgelagerten Geestrückens (Stintfang und Venusberg) verhindern, dass die tiefer gelegene Stadt von dort aus mit Kanonen beschossen werden konnte. Der gewählte Halbkreis mit einem Radius von rund 1,2 Kilometern um die Nikolaikirche bot zugleich genügend Raum für die benötigte Erweiterung der Stadt, die heutige Neustadt.
Um einen möglichst geschlossenen Festungsring um die Stadt errichten zu können, wurde ein zusätzlicher Damm aufgeschüttet, der die bereits seit langem aufgestaute Alster fortan in Außen- und Binnenalster trennte (an Stelle der heutigen Lombardsbrücke). Im Süden und Osten der Stadt wurde der bestehende Wall in die Neuanlage eingebunden und ausgebaut. Mehrere Rondelle wurden in Bastionen umgewandelt.
Die Befestigungen wurden nach niederländischem Vorbild aus Erde errichtet und mit einem breiten Wassergraben umgeben. Wälle und Bastionen wurden mit Grassoden bedeckt und mit Palisaden versehen, die den Einsatz von Sturmleitern zur Überwindung der Wälle erschweren sollten. Die Hamburger Bevölkerung wurde dazu verpflichtet, sich am Bau zu beteiligen.

### Bastionen und Ravelins

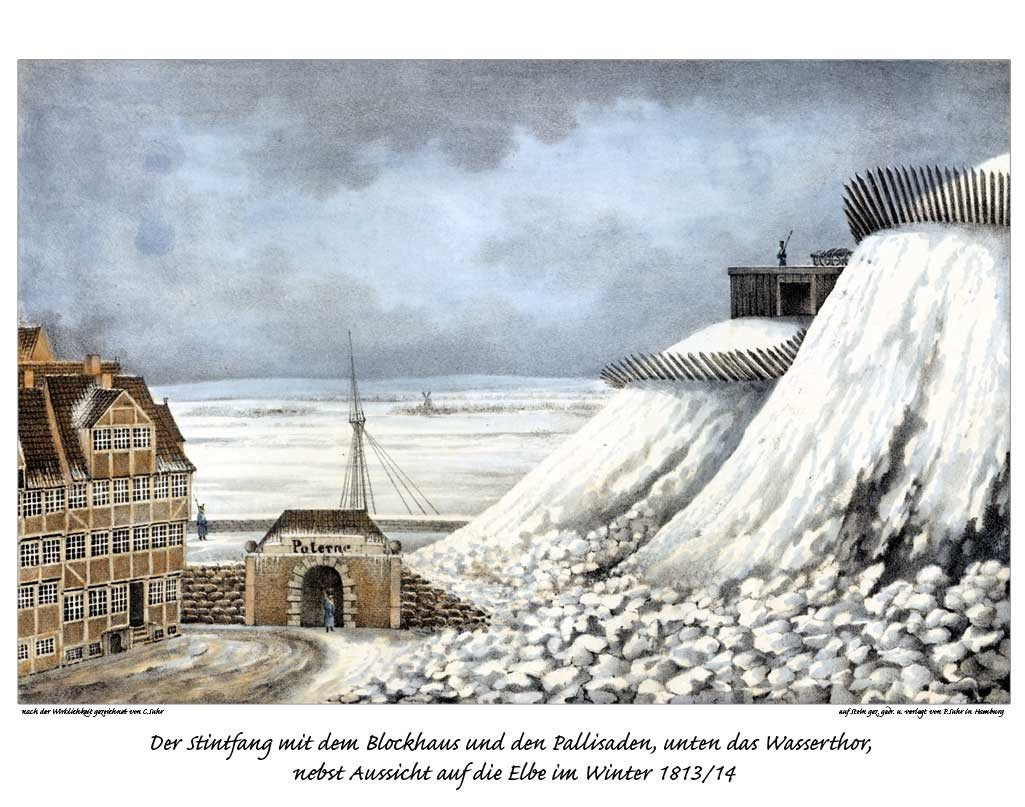
Mit Palisaden befestigte Bastion Albertus (heute: Stintfang) im Belagerungswinter 1813/14

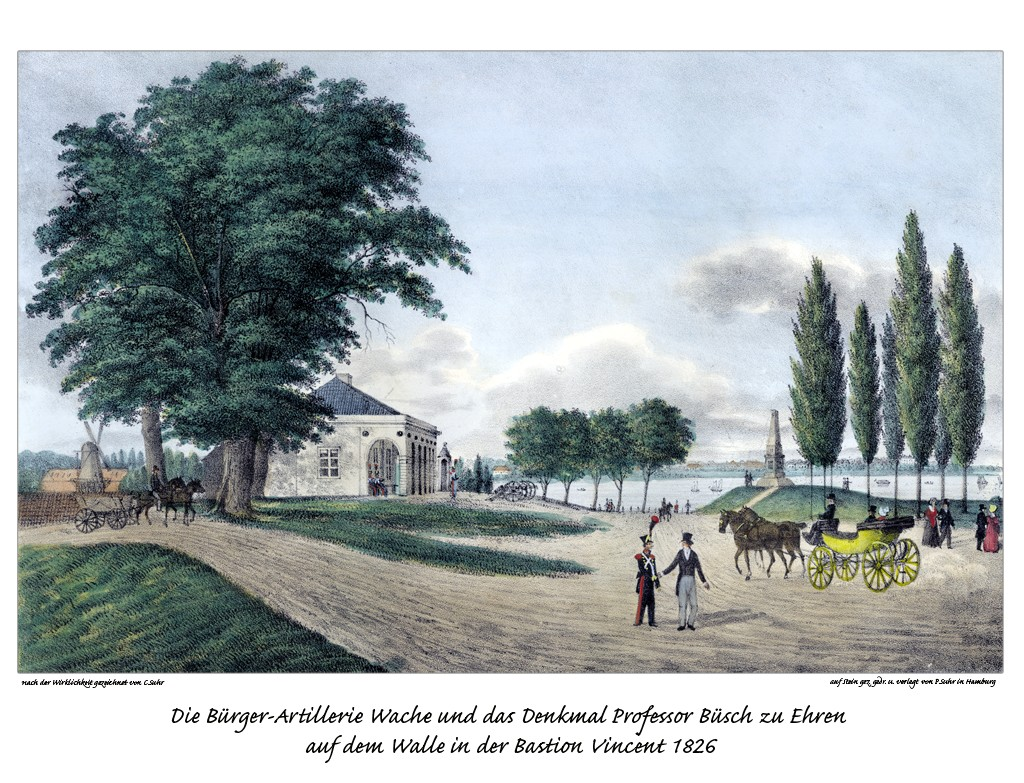
Bastion Vincent im Jahr 1826 mit Artillerie-Wache und Denkmal für Johann Georg Büsch. Lithografie der Gebrüder Suhr

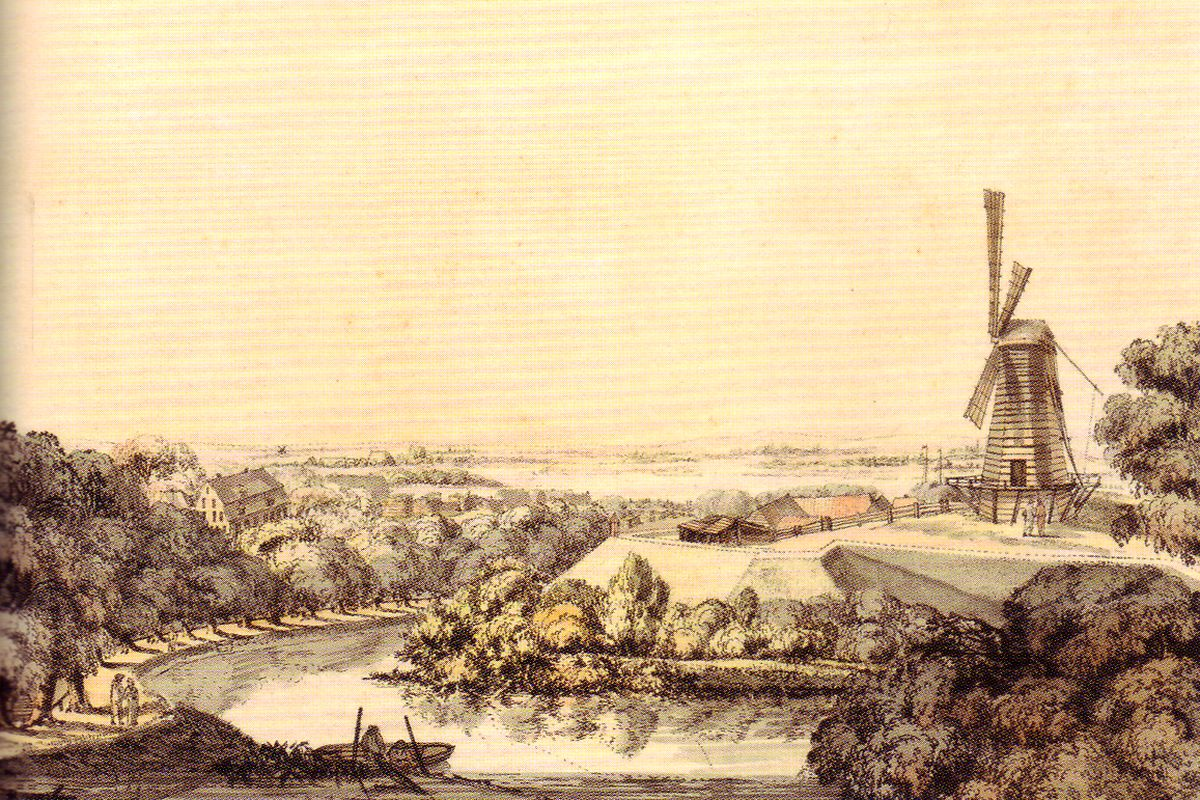
Nach der Schleifung wurden mehrere Bastionen im 19. Jahrhundert für den Betrieb von Windmühlen genutzt, z. B. die Bastion Bartholdus in der Nähe des Deichtores

Der neue Wallring wurde mit insgesamt 21 Bastionen versehen, die nach seinerzeit amtierenden Ratsherren benannt wurden. Von der westlichen Hafeneinfahrt aus waren dies im Uhrzeigersinn:
| Johannis   | östlich vor den Landungsbrücken (Straße Johannisbollwerk), damals die westliche Begrenzung der Hafeneinfahrt             |
| Albertus   | am Stintfang |
| Casparus   | nahe dem Bismarckdenkmal                                                                                                 |
| Henricus   | nahe dem Museum für Hamburgische Geschichte                                                                              |
| Eberhardus | nahe der Kunsteisbahn Wallanlagen                                                                                        |
| Joachimus  | nahe der Laeiszhalle am Johannes-Brahms-Platz                                                                            |
| Ulricus    | nahe der Untersuchungshaftanstalt Hamburg                                                                                |
| Rudolphus  | in Planten un Blomen beim U-Bahnhof Stephansplatz sind Teile der Bastion und der Befestigungsgraben noch gut zu erkennen |
| Petrus     | nahe dem Dammtor-Bahnhof                                                                                                 |
| Diedericus | am westlichen Anfang der Lombardsbrücke                                                                                  |
| David      | auf dem Wall, der die Außen- und Binnenalster trennte                                                                    |
| Vincent    | beim Altbau der Hamburger Kunsthalle                                                                                     |
| Hieronymus | nahe dem Hamburger Hauptbahnhof                                                                                          |
| Sebastian  | Ecke Steinstraße/Steintorwall                                                                                            |
| Bartholdus | nahe den Deichtorhallen am Deichtorplatz                                                                                 |
| Ericus     | Ericusspitze beim neuen Spiegel-Verlagsgebäude                                                                           |
| Nicolaus   | heute Brooktorkai/Osakaallee                                                                                             |
| Gerhardus  | heute Sandtorkai/Sandtorpark                                                                                             |
| Ditmarus   | am heutigen Sandtorkai                                                                                                   |
| Hermannus  | am heutigen Sandtorkai                                                                                                   |
| Georgius   | vorgelagert der Insel Kehrwieder, heute Kehrwiederspitze, damals die östliche Begrenzung der Hafeneinfahrt               |

Hinzu kamen 11 vorgelagerte Ravelins oder Schanzen mit dreieckigem Grundriss, welche die Grabenabschnitte zwischen den Bastionen schützen sollten. Einige dieser Ravelins waren ebenfalls nach Ratsherren benannt, z. B. die Ferdinandus-Schanze auf dem linken Alsterufer, namensgebend für das spätere Ferdinandstor. Die 15 Bastionen im Westen und Osten der Anlage führte man in voller Größe aus, während die Bastionen an der Südseite zum Grasbrook und der Elbe hin in kleinerer Form ausgeführt wurden.
Westlich der Stadt wurde zum Schutz des Hafens und der Bastionen Albertus und Casparus ein sogenanntes Hornwerk am Elbufer im heutigen Stadtteil St. Pauli errichtet. Diese vorgeschobene Befestigungsanlage sollte gegnerische Truppen auf Distanz von der eigentlichen Festung halten. Den gleichen Zweck sollte die später im Nordwesten vorgeschobene „Sternschanze“ erfüllen (siehe Abschnitt: Erweiterung).
Die Befestigungen wurden mit fast 300 Kanonen bestückt. Vervollständigt wurden die Wallanlagen durch ein Glacis, eine feindwärts abfallende Erdaufschüttung rund um die Stadt. Die Straßennamen „Alsterglacis“, „Glacischaussee“ und „Holstenglacis“ erinnern daran.

### Stadttore
Nachdem die mittelalterliche Stadtmauer Hamburgs noch bis zu zehn Stadttore besessen hatte, wurde deren Zahl im Zuge des Festungsbaus auf sechs reduziert: Millerntor und Dammtor durchbrachen den Wall an der West- bzw. Nordseite, Steintor und Deichtor an der Ost- bzw. Südostseite; Sandtor und Brooktor führten nach Süden zur Elbe bzw. zum Grasbrook hin. Dieser Zustand überdauerte rund 200 Jahre. Erst nach der Franzosenzeit kamen in der ersten Hälfte des 19. Jahrhunderts weitere Durchlässe für den wachsenden Verkehr hinzu (Hafentor bei den Landungsbrücken, Holstentor beim Sievekingplatz, Ferdinandstor und Klostertor). Die Torsperre ersetzte am 13. September 1798 den Torschluss und wurde am 31. Dezember 1860 aufgehoben.

### Erweiterung: „Neues Werk“ und Sternschanze
Ein Wall gleicher Bauart, das sogenannte Neue Werk, wurde 1679 bis 1682 zum Schutz der Vorstadt St. Georg gebaut. Das Gelände, parallel zu den (heutigen) Straßen Sechslingspforte und Wallstraße, wurde später für das Allgemeine Krankenhaus St. Georg und die S- und U-Bahngleise am Berliner Tor genutzt. Das Neue Werk war durch zwei Stadttore an den Landstraßen nach Lübeck und Berlin durchbrochen: An das Lübecker Tor erinnert heute noch die Straße Lübeckertordamm und an das Berliner Tor der Berlinertordamm. Im 19. Jahrhundert kam in Alsternähe ein weiterer Durchgang hinzu, für dessen Benutzung eine Gebühr von sechs Pfennigen (entsprechend einem halben Schilling) zu zahlen war. Die Straße Sechslingspforte in Hohenfelde erinnert daran.
Zur selben Zeit wie das Neue Werk wurde im Nordwesten der Stadt auch eine vorgelagerte Sternschanze errichtet, die Feinde vom eigentlichen Wallring fernhalten sollte und durch einen Laufgraben mit der Stadt verbunden war. Sie wurde später namensgebend für den Sternschanzenpark, den dortigen U- und S-Bahnhof sowie 2008 auch für den gleichnamigen Stadtteil.

## Aufschwung im Schutz der Befestigung und Umwandlung der Wälle in Grünanlagen

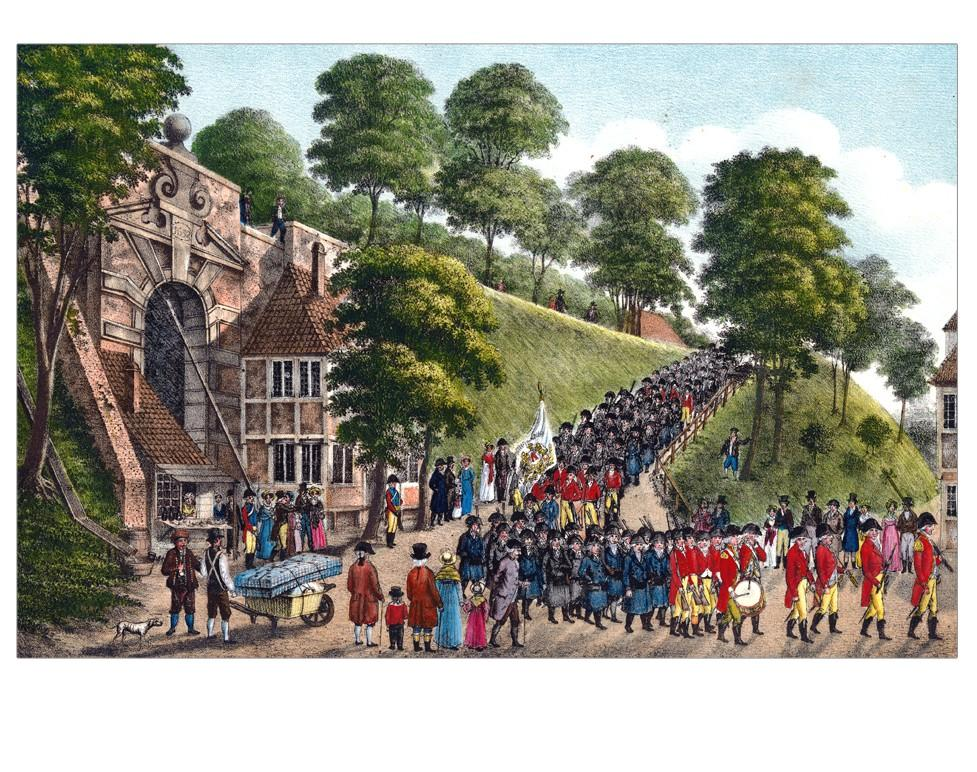
Aufzug der Bürgerwache am Dammtor, Gemälde der Gebrüder Suhr um 1800

Hamburg nahm im Schutz der Wallanlagen im 17. und 18. Jahrhundert eine Sonderrolle in der deutschen Wirtschaftsgeschichte ein und entwickelte sich zu einer der bedeutendsten europäischen Handelsstädte. Aufgrund seiner Stadtbefestigung kamen während des Dreißigjährigen Krieges zahlreiche Flüchtlinge in die Stadt, wodurch sich die Bevölkerungszahl stark erhöhte. Mitte des 17. Jahrhunderts war Hamburg aus dem Krieg als wohlhabendste und bevölkerungsreichste Stadt Deutschlands hervorgegangen.
Der starke Bevölkerungsanstieg führte jedoch zunehmend zu beengten Platz- und Wohnverhältnissen innerhalb der Wallanlagen. Eine Erleichterung, auch im Verkehr mit den wachsenden Nachbarorten, bildete die schrittweise Einführung der Torsperre in Hamburg ab 1798, bei der nach Torschluss der Einlass gegen Entrichtung eines Sperrgeldes möglich wurde.

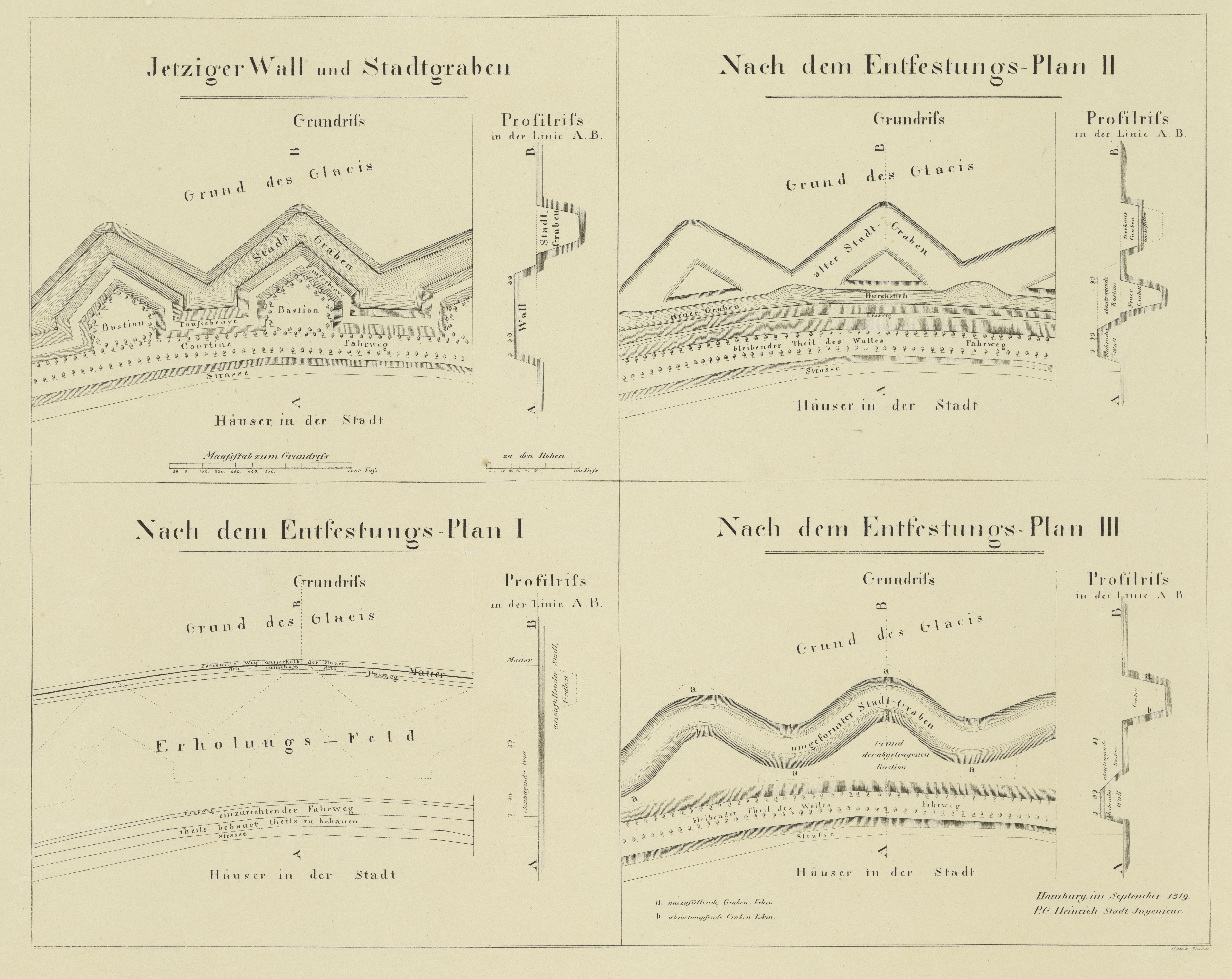
Alternative „Entfestungs“-Pläne von 1819. Umgesetzt wurde letztlich Plan III.

Die lange Phase des wirtschaftlichen Aufschwungs wurde erst zu Beginn des 19. Jahrhunderts unterbrochen. Die Wallanlagen waren zu dieser Zeit bereits stark veraltet. Um nicht in kriegerische Ereignisse verwickelt zu werden, beschloss man 1804, die Wallanlagen in einen Park umzuwandeln. Die Befestigung stellte für die Franzosen, die 1806 Hamburg einnahmen, auch kein Hindernis mehr dar. Allerdings begannen die Franzosen, Hamburg erneut zu einer Festung auszubauen und die Wallanlagen auf Befehl ihres Marschalls Davout wiederherzustellen. Die Hamburger Bürger wurden dazu zu Zwangsarbeit verpflichtet.

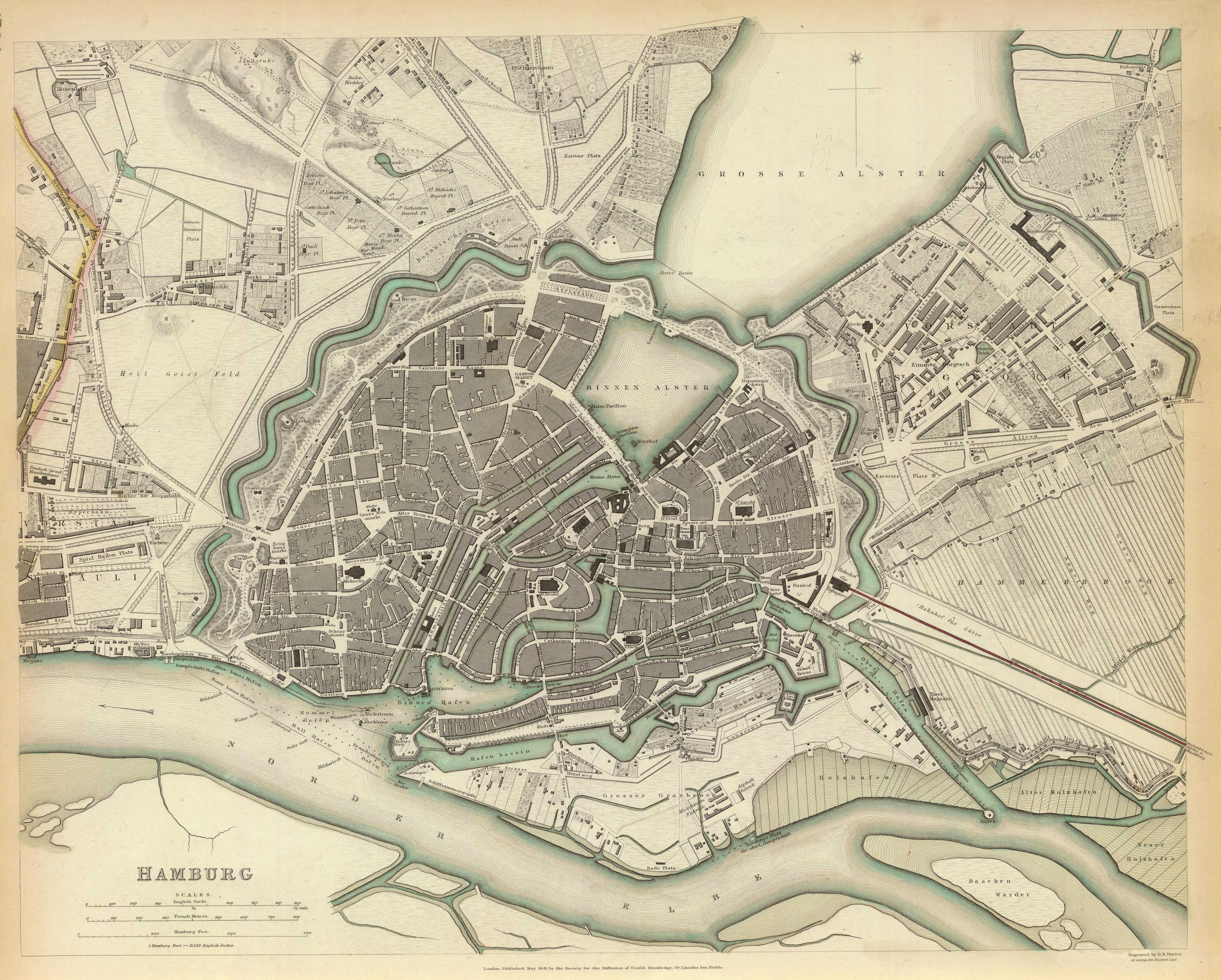
Die „entfestigten“ Wallanlagen um 1840.

Im Jahre 1814 endete die französische Besatzung, und Hamburg trat im darauf folgenden Jahr dem Deutschen Bund bei. Aufgrund der veränderten politischen Situation und mit Rücksicht auf die Ausdehnung der Stadt wurden die Wallanlagen von 1820 bis 1837 beseitigt und unter Leitung Isaak Altmanns in Grünanlagen umgewandelt. Die alten Stadttore wurden gegen neue Toranlagen ausgetauscht, da die Torsperre, wenngleich schon länger als unzeitgemäß empfunden, erst 1860 aufgehoben wurde.
Altmanns Grünanlagen gewannen zu ihrer Zeit in ganz Deutschland vorbildhaften Charakter. Sie erlitten allerdings schon ab den 1840er Jahren (Bau der Hamburg-Bergedorfer Bahn) wieder gravierende Einbußen. Vor allem der Bau des Hamburger Hauptbahnhofes (1898–1906) mit den dazugehörigen Gleisanlagen sowie die Errichtung öffentlicher Gebäude wie der Kunsthalle, der Reichspostverwaltung und der Generalzolldirektion wirkten in der Gründerzeit zerstörerisch auf den östlichen Teil des Grünzuges ein. Nur im Westen der Innenstadt blieb er vorerst unverändert erhalten.

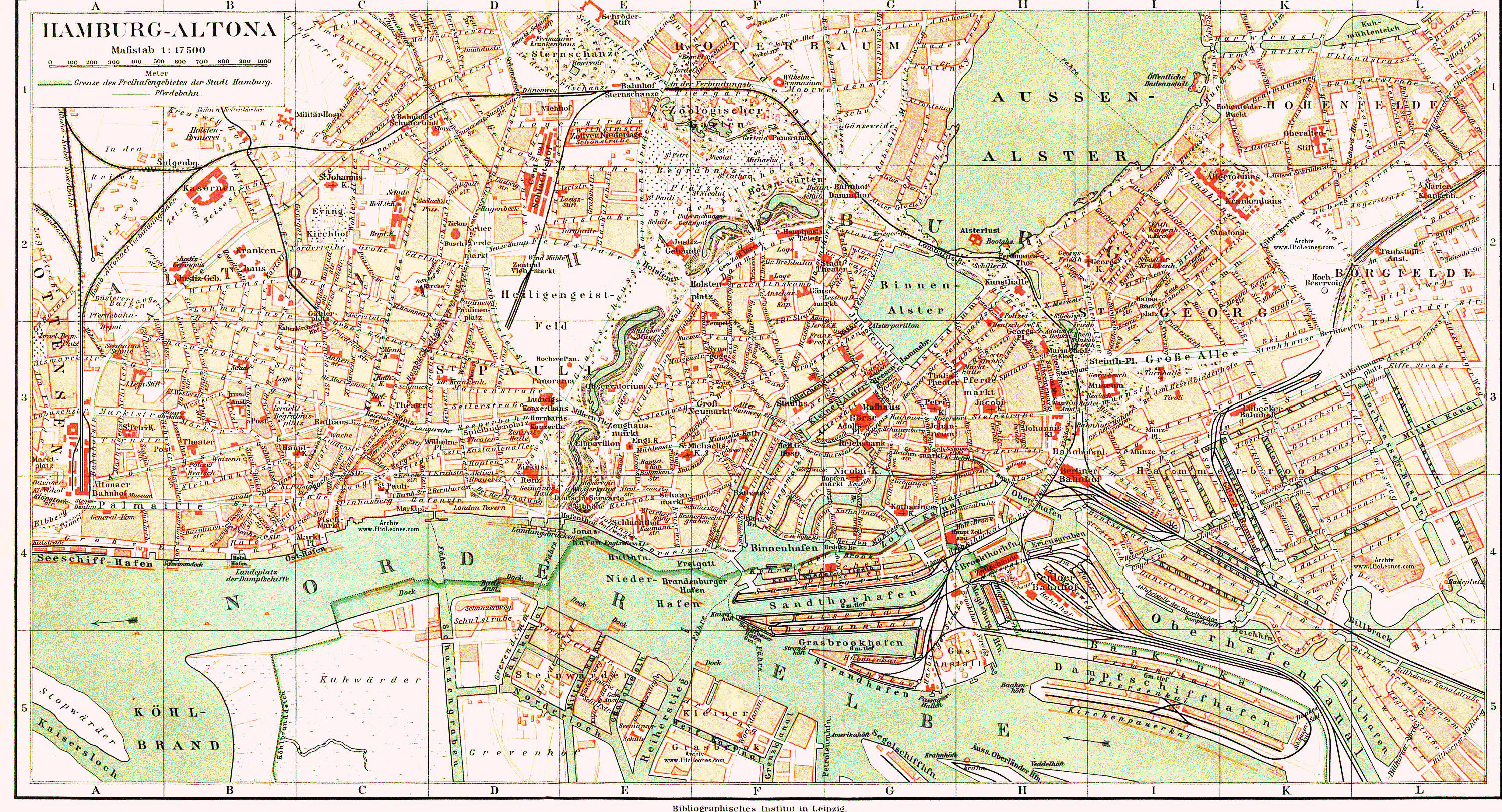
Um 1890 sind nur noch Teile des Stadtgrabens erhalten.

Bereits während des Zweiten Weltkrieges, vor allem unmittelbar nach der Kapitulation 1945 wurden die sehr tiefen Gräben der Wallanlagen zur Ablagerung von Trümmerschutt aus den benachbarten Teilen der Innenstadt genutzt. Das Gelände ist infolgedessen erheblich abgeflacht.
Während noch um 1890 weite Teile des Stadtgrabens erhalten waren, verschwand dieser durch die Ablagerung von Trümmerschutt und die dadurch notwendigen Umgestaltungen bis auf ein kleines Stück im Alten Botanischen Garten am Stephansplatz. Auch hinter dem Holzdamm in St. Georg war bis zum Bau der City-S-Bahn ein kleines Stück Stadtgraben vorhanden, der „Philosophenteich“, an den jetzt nur noch der einstmals Philosophenweg bezeichnete Fußweg parallel der Bahnlinie erinnert.
Das heutige Bild der (westlichen) Wallanlagen geht überwiegend auf die Umgestaltungen für die Internationalen Gartenbauausstellungen 1963 und 1973 zurück.

## Wallanlagen heute

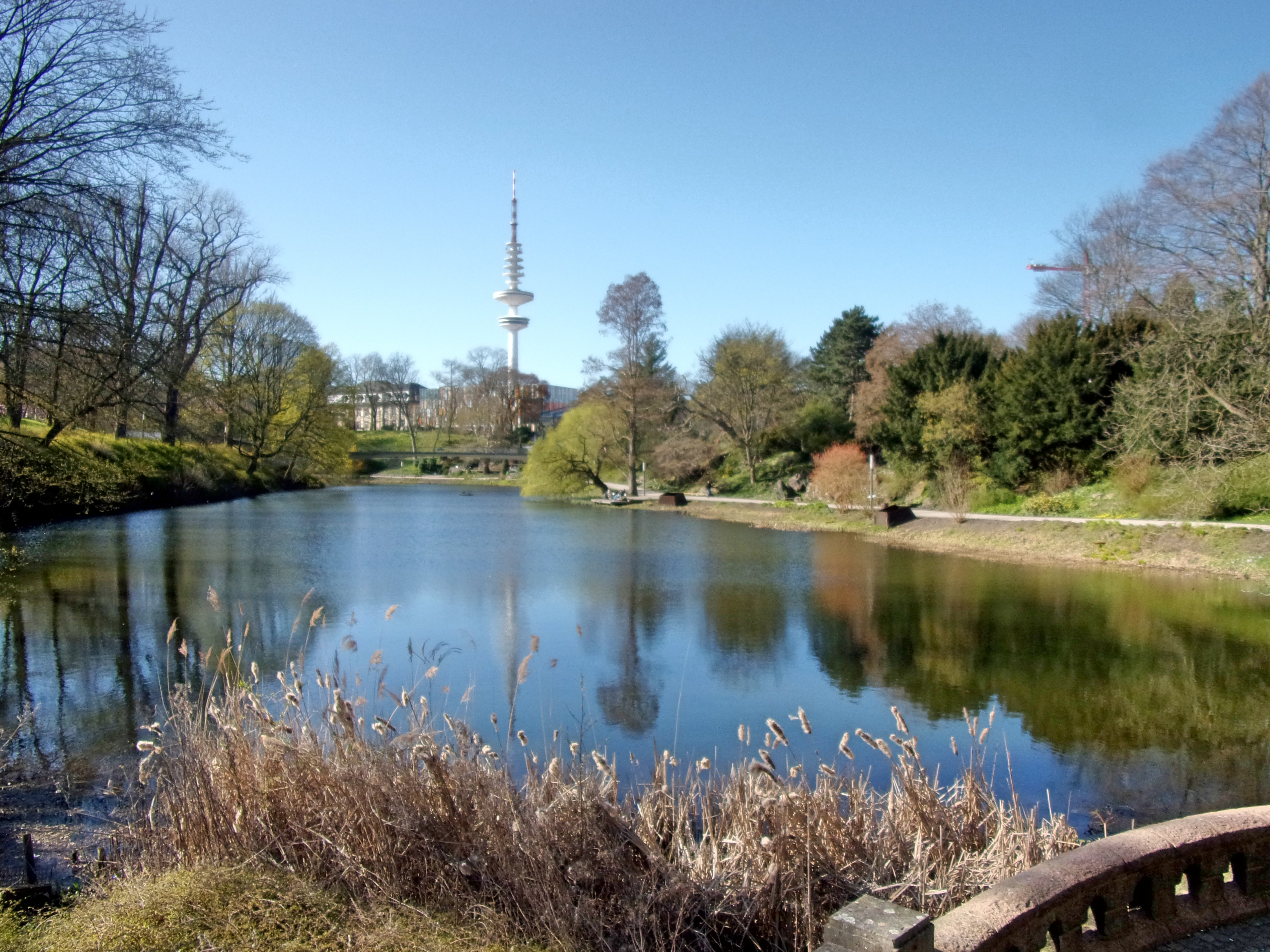
Alter Wallgraben in Planten un Blomen:
Blick vom Stephansplatz zum Heinrich-Hertz-Turm

Heute sind die ehemaligen Wallanlagen in die Großen Wallanlagen, die Kleinen Wallanlagen und den Alten Botanischen Garten unterteilt. Anlässlich der Internationalen Gartenbauausstellung 1963 wurden diese Parkteile durch Straßenbrücken und einer (zunächst provisorischen) Straßenüberdachung zu einem durchgehenden Park zusammengeführt. Seit 1986 tragen die Wallanlagen zwischen Millerntor und Dammtor offiziell den Namen Planten un Blomen. Der Abschnitt zwischen Millerntor und Stintfang heißt hingegen Alter Elbpark.

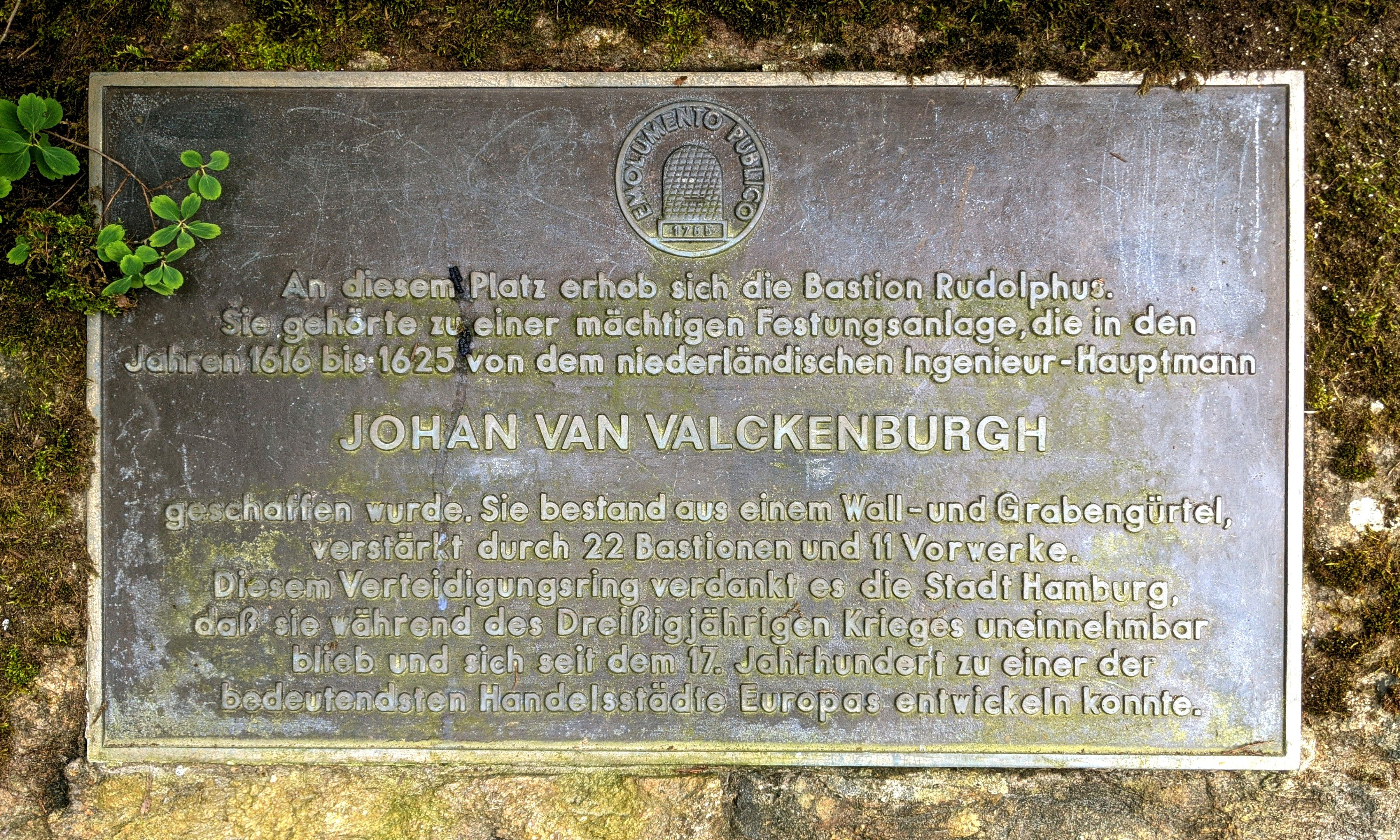
In Planten un Blomen erinnert eine Gedenktafel der Patriotischen Gesellschaft an die Position der Bastion Rudolphus.

Lediglich die Rudolphusbastion am U-Bahnhof Stephansplatz ist teilweise erhalten geblieben.
Auf der Bastion Casparus wurde 1906 das Bismarckdenkmal errichtet.
Zahlreiche Straßennamen erinnern an die früheren Wallanlagen, wie zum Beispiel Johannisbollwerk, Holstenwall, Dammtor, Dammtorstraße, Glockengießerwall, Steintorwall, Klosterwall, Hühnerposten, Millerntor, Deichtorplatz, Alsterglacis, Holstenglacis oder Glacischaussee. Nach Johan van Valckenburgh wurde eine Brücke über einen verbliebenen Teil des Wallgrabens im Park Planten un Blomen benannt.
Zwischen dem Bahnhof Dammtor und südlich des Hauptbahnhofes bis zu den Deichtorhallen nutzen die Fernbahngleise heute das Gelände der alten Festungsanlagen. Ebenso wurde die Verbindungsbahn, die den Hauptbahnhof mit dem Bahnhof Altona verband, auf dem Gelände der ehemaligen Wallanlagen errichtet. Der Straßentunnel zur Verkehrsentlastung des Hauptbahnhofs heißt Wallringtunnel.